# Spintherus
Spintherus är ett släkte av steklar som beskrevs av Thomson 1878. Spintherus ingår i familjen puppglanssteklar.
Kladogram enligt Catalogue of Life och Dyntaxa:
| Spintherus | \| \| Spintherus dubius \| \| \| \| |
|            | \| \| Spintherus dubius \| \| \| \| |
|            | Spintherus dubius                   |
|            |                                     |